# Драгомилићи (Фоча-Устиколина)
Драгомилићи је насељено мјесто у општини Фоча, Федерација Босне и Херцеговине, Босна и Херцеговина.

## Становништво
|         | 2013.      | 1991.        | 1981.        | 1971.        |
| Укупно  | 2 (100,0%) | 34 (100,0%)  | 88 (100,0%)  | 116 (100,0%) |
| Бошњаци | 2 (100,0%) | 25 (73,53%)1 | 70 (79,55%)1 | 94 (81,03%)1 |
| Срби    | –          | 9 (26,47%)   | 18 (20,45%)  | 22 (18,97%)  |

1. 1 На пописима од 1971. до 1991. Бошњаци су пописивани углавном као Муслимани.